# Reutte kolostor
Reutte kolostor egy ferences kolostor és a hozzá tartozó templom Reutte mezővárosban, Reuttei járásban, Innsbrucktól mintegy 100 km-re (60 mérföldre) nyugatra. A templom és az azt alkotó kolostoregyüttes az osztrák jog szerint műemléki védettséget élvez. A rendház 1628-tól 2014-ig állt fenn. Az utolsó ferencesek 2014 végén hagyták el a kolostort.

## Története
Az alapkövét 1628. március 15-én tette le Lipót osztrák főherceg és felesége, Medici Klaudia. A politikai kontextust az ellenreformáció biztosította a 16. századi protestáns reformációval szemben. A ferencesek a szomszédos Szent Anna-templomot is megkapták lelkipásztori munkájukért. A kolostor 1630-ban készült el. 1632 júliusában azonban a svéd katonák a kolostor épületeit és a templomot is megrongálták és kifosztották a harmincéves háborúhoz kapcsolódó pusztítások részeként.
1703-ban, majd 1846-ban a komplexum leégett, de mindkét alkalommal a helyi közösség anyagi támogatásával újjáépítették. A 18. században a kolostor egy ferences teológiai tanulmányi központnak adott otthont. 1775 és 1782 között a ferencesek katonai lelkészként is dolgoztak az Ehrenberg-kastélyban. 1820-tól 1861-ig noviciátusok közösségeként működött.
A régió népességének növekedése miatt plébániát telepítettek a kolostortemplomhoz. A „Paulusheim” 1959-től 1961-ig épült a plébániai gyűlések helyszínének megteremtése érdekében. 1961-től 1967-ig a templomot fokozatosan felújították és átalakították, 1976-ban pedig a harangláb is megújult. 1977 és 2000 között a kolostor ismét a tiroli vallási tartomány noviciátusának adott otthont.

## A Szent Anna templom

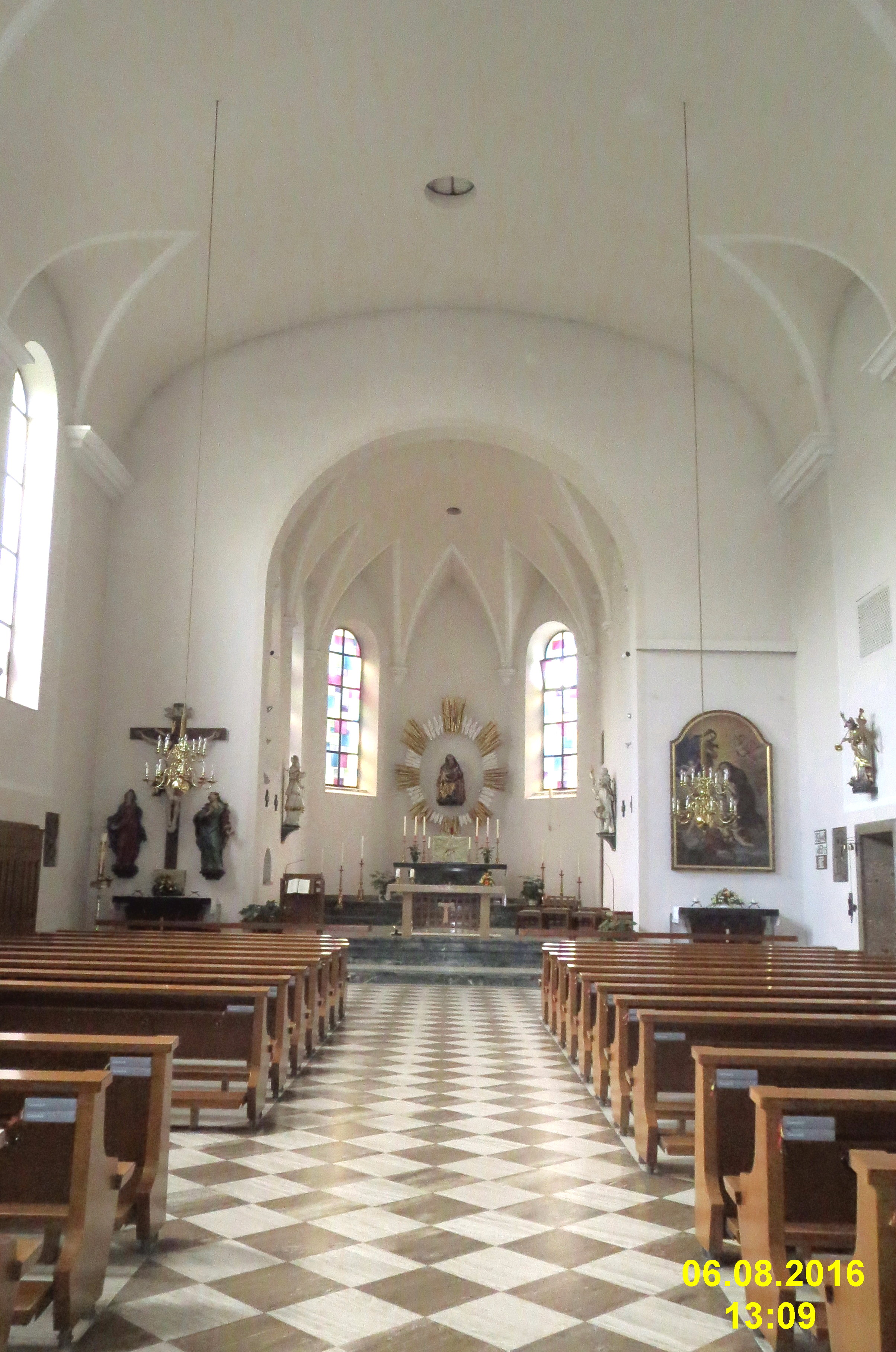
Templombelső

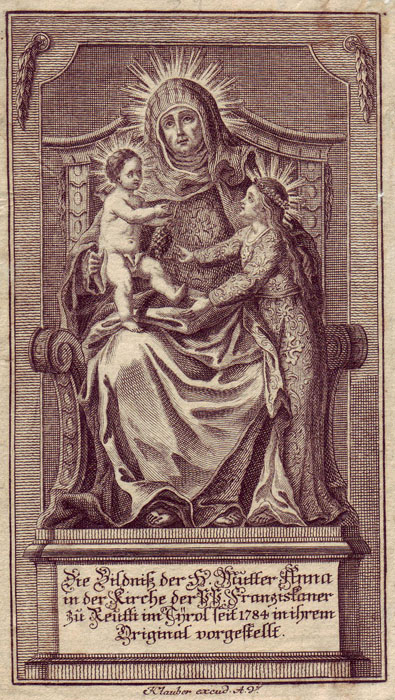
Szent Anna Máriával és a kis Jézussal (metszet a kolostortemplomban)

A belvárosban, az utcával párhuzamosan található a templom szerkezetileg kapcsolódik a kolostor épületéhez, amelyet 1630 körül a meglévő, lényegében gótikus templomhoz építettek. A templom első barokk átalakítása valószínűleg a kolostor építésével összefüggésben történt.
A gótikus kórust mellett található a barokk hajó kontytető alatt. A torony a kórus déli oldalán helyezkedik el, részben átfedve a kolostor épületét; íves ablakokkal rendelkezik, tetején pedig a régió templomaira jellemző hagymakupola. A templomhajót és a kórust is köríves ablakokon keresztül világítják meg.
A plébániatemplomban öt harang található, amelyeket 1948-ban öntött a salzburgi Franz Oberascher harangöntöde.

## Fordítás
- Ez a szócikk részben vagy egészben  a   Reutte Friary című angol Wikipédia-szócikk ezen változatának fordításán alapul.  Az eredeti cikk szerkesztőit annak laptörténete sorolja fel. Ez a jelzés csupán a megfogalmazás eredetét és a szerzői jogokat jelzi, nem szolgál a cikkben szereplő információk forrásmegjelöléseként.